# Genevieve Kang
Genevieve Kang (Kamloops, 7 gennaio 1989) è un'attrice canadese.
Genevieve Kang è una attrice e aiuto regista. Ha partecipato alle serie The Strain (2014), Impulse (2018) and Locke & Key (2020).

## Filmografia parziale

### Televisione
- The Strain - serie TV, episodio 1x03 (2014)
- Shadowhunters - serie TV, 2 episodi (2018)
- Impulse - serie TV, 10 episodi (2018-2019)
- Locke & Key - serie TV, 16 episodi (2020-2021)

## Doppiatrici italiane
Nelle versioni in italiano delle opere in cui ha recitato, Genevieve Kang è stata doppiata da:
- Sara Imbriani in Shadowhunters